# مريم أجدو
مريم أجدو ممثلة مغربية. مثلت في «المطمورة» و«المنسيون» وغيرها.

## انطلاقتها الفنية
انطلقت من المسرح، قبل ولوجها ميدان التمثيل، وصقلت موهبتها بالتكوين، وطورت نفسها باستفادتها من مجموعة من التداريب تحت إشراف مؤطرين مغاربة وأجانب. وشاركت بدور البطولة في الفيلم التلفزيوني «المطمورة» للمخرج حسن بنجلون، ثم شاركت في بطولة الفيلم السينمائي «المنسيون»، الذي حقق نجاحا كبيرا في القاعات السينمائية، وفاز بعدة جوائز داخل وخارج المغرب، وشاركت في حلقات «كاميرا كافي» وتلتها مسرحية «لالة مولاتي»، التي قامت فيها بجولة حول مدن المغرب، وجولة أوروبية في بروكسيل ولييج، وأيضا، شاركت في الفيلم التلفزيوني «الراحة والسياحة» للمخرج علي الطاهري.

## أدوارها

### أفلام
- 2009: المطمورة إخراج حسن بنجلون
- 2010: المنسيون إخراج حسن بنجلون
- 2010: الراحة والسياحة إخراج علي الطاهري
- 2011: زمان كنزة إخراج داوود اولاد السيد
- 2015: سطاجير إخراج عبد الله فركوس

### مسلسلات
- إلى الأبد
- 2012 : مسلسل عمر بن الخطاب إخراج حاتم علي.
- كاميرا كافي.

### مسرحيات
- 2010 : لالة مولاتي إخراج حسن المشناوي.

## وصلات خارجية
- حوار صحفي مع مريم أجدو. نسخة محفوظة 4 مارس 2016 على موقع واي باك مشين.